# Тадеуш Івінський
Тадеуш Івіньський (пол. Tadeusz Iwiński; вимовляється [taˈdɛ.uʂ iˈvij̃skʲi] ; нар. 28 жовтня 1944 р.) — польський політик. З 1991 по 2015 рік він був членом Сейму (нижньої палати польського парламенту), обраного представником Ольштинського виборчого округу зі списку, представленого Демократичним лівим союзом (Sojusz Lewicy Demokratycznej). Раніше (1967–1990) був багаторічним членом комуністичної Польської об’єднаної робітничої партії (Polska Zjednoczona Partia Robotnicza).

## Біографія
У 1968 р. Тадеуш Івіньський здобув ступінь магістра промислової хімії у Варшавському технологічному університеті, а згодом навчався на факультеті журналістики та політичних наук Варшавського університету. У 1973 р. отримав ступінь кандидата міжнародних наук. У 1981 році, в період воєнного стану, запровадженого урядом Ярузельського, Івіньський був призначений на посаду асистента вищої школи соціальних наук Центрального комітету Польської об'єднаної робітничої партії (Wyższa Szkoła Nauk Społecznych KC PZPR). У 1977–1978 рр. він був стипендіатом Фулбрайта (в Гарвардському університеті ) і отримав другу стипендію від Міжнародної ради досліджень та обмінів (IREX) у 1988 р., ставши стипендіатом Каліфорнійського університету в Берклі. У 1980-х рр. він був стипендіатом Університету ООН в Токіо. Після повернення до Польщі викладав в Університеті Вармії та Мазури в Ольштині, де в 1999 році став професором. Івіньський брав активну участь у декількох наукових та політичних установах, що займаються питаннями та дослідженнями країн Африки, Азії та Океанії. Він був членом Комітету з політичних наук Польської академії наук .  Івінський є членом правління Асоціації європейських парламентарів з Африкою . 
Член Парламентської асамблеї Ради Європи з 1992 року. Розслідування Європейської ініціативи стабільності виявило участь Івіньського в ікорній дипломатії . Співдоповідач з питань Азербайджану в ПАРЄ у 2014-2015 роках він був одним з головних апологетів країни, який систематично захищав уряд Азербайджану від критики прав людини. Він брав участь у парламентських та президентських виборах в Азербайджані в якості спостерігача та випускав звіти, які були значно менш критичними, ніж висновки спостерігачів ОБСЄ / БДІПЛ. Він програв на виборах 2015 року в Польщі і більше не є членом ПАРЄ.  

## Публікації
Публікації Т. Івіньського включають:
- Współczesny neokolonializm - Сучасний неоколоніалізм - 1979/1986
- Burżuazyjne i emigracyjne próby deprecjacji roli and polityki PZPR (червоний. ) - Спроби буржуазії та заслання знецінити роль і політику ПЗПР (ред.) - 1980–85
- Geneza, źródła i rola antikomunistycznej krucjaty w strategii i taktyce amerykańskiego imperializmu - Генезис, джерела та роль антикомуністичного хрестового походу в стратегії та тактиці американського імперіалізму - 1983